# Донецький академічний обласний театр ляльок
Доне́цький академі́чний обласни́й теа́тр ляльо́к — обласний академічний театр ляльок у місті Донецьку, перший на Донбасі й один з перших у країні в цілому.

## Загальна інформація
Театр розташований у Донецьку в пристосованому приміщенні колишнього кінотеатру за адресою:
пр. Ілліча, 18 , м. Донецьк (Україна).
Глядацька зала театру — на 356 місць.
Директор-художній керівник театру — заслужений працівник культури України Віктор Михайлович Стариков.

## Історія
Театр ляльок на Донбасі з'явився 1933 року — за Постановою Сталінської міської Ради від 1 грудня 1933 року при драматичному театрі. Художнім керівником новоствореного театру стала Народна артистка України Любов Михайлівна Гаккебуш, директором — народний артист СРСР Віктор Миколайович Добровольський.
Театральний колектив у той час налічував лише 8 акторів. Актори самі́ робили ляльок і декорації. В репертуарі були казки «Івасик-Телесик», «Коза-дереза», «Три порося», «Казка про царя Салтана».
Життя Донецького театру ляльок у перші роки його існування було приблизно таким — в підводу, на яку грузився нехитрий скарб, впрягали коня, і на цьому «транспорті» актори вирушали до юних глядачів на шахти, заводи, рудники, а у вихідні дні ставили ширму прямо на великій сцені. Вистави мали незмінний успіх у юних глядачів.
У 1958 році починається новий період у розвитку Донецького лялькового театру — створюється новий творчий склад, який очолили директор І. С. Журавльов, головний художник Л. В. Ваніфат'єва Л. В. та головний режисер В. М. Трипільовка (від 1961 року — О. Д. Юдович).
У 1960-ті роки відбувається становлення колективу як стабільного творчого організму. Вистави цього часу — «Серце хороброго» та «Присягаємося тобі, Кибальчиш!» А. Горіна, О. Юдовича, «Шкідливий вітамін» Ю. Єлісєєва, «Казка про жадібного Сережку» С. Прокоф'євої та інші, поставлені режисерами О. Юдовичем та С. Єфремовим, нині заслуженим артистом України, по праву увійшли до числа найкращих робіт колективу. Яскраві незабутні образи на сцені лялькового театру в Донецьку були створені в той час актрисою Е. Смирновою, нині заслуженою артисткою України та актором Ш. Фоербергом.
У період 1971—99 роки головним режисером театру був заслужений артист України Борис Наумович Смирнов.
1981 року за успіхи, досягнуті у професійному вихованні творчої молоді та за активну участь у проведенні Всесоюзного огляду 1978—1980 років театр нагороджено дипломом I ступеня та премією Міністерства культури СРСР. Наступного, 1982 року, за вагомий вклад у справу зміцнення миру театр нагороджено медаллю Радянського комітету захисту миру. А 23 грудня 1983 року за успіхи у розвитку театрального мистецтва, вихованні підростаючого покоління театр нагороджено грамотою Президії Верховної Ради України, головному режисеру театру Б. Смирнову та артисту В. Ткаченко присвоєне почесне звання «Заслужений працівник культури України».

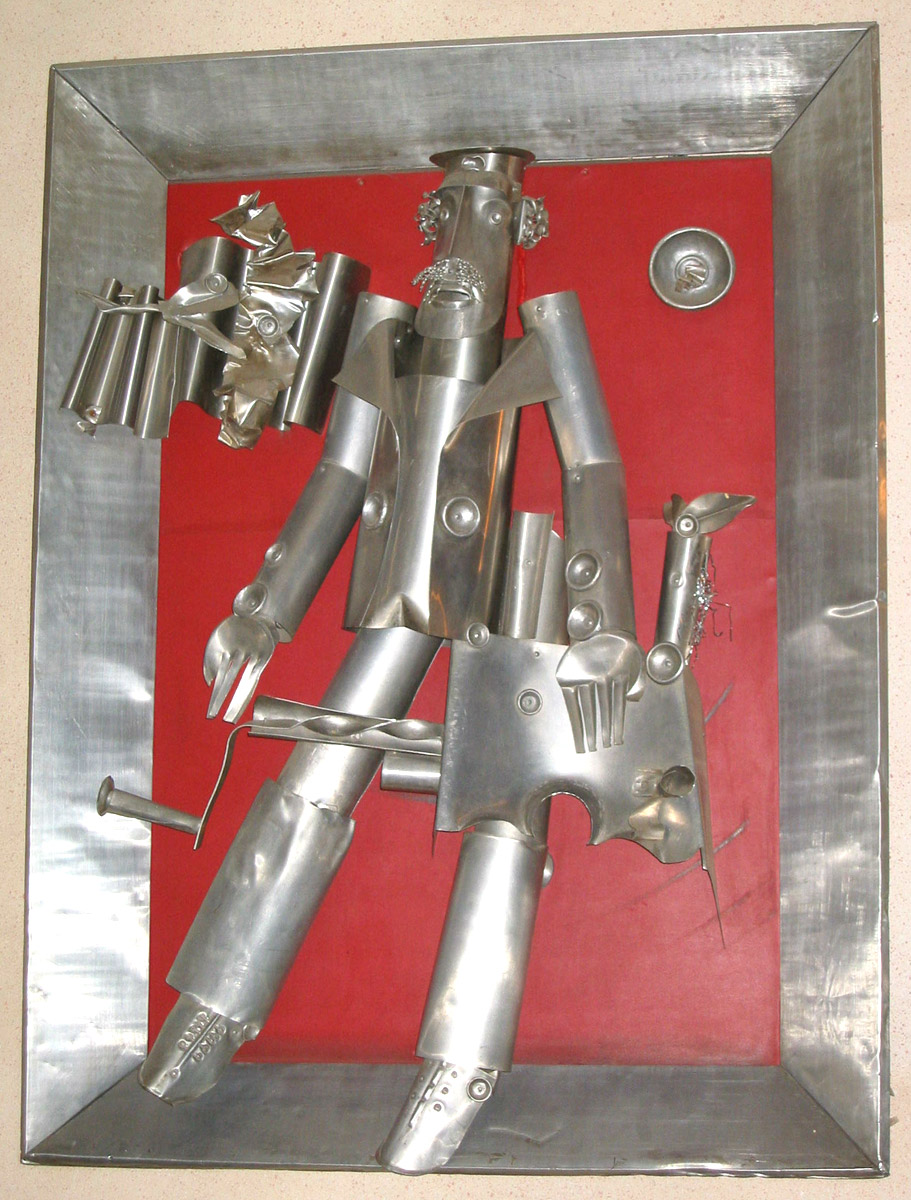
Деталь оформлення інтер'єру театру

Значною подією в житті театру став переїзд 29 жовтня 1983 року до приміщення по проспекту Ілліча, 18. Адже до цього донецькі лялькарі взагалі не мали свого будинку, і лише тепер їм дозволили оселитися в приміщенні нерентабельного типового кінотеатру «Перемога», яке однак, є не надто зручним для постановок — зала досить велика, тому маленьких ляльок із далеких рядів не видно, виникають проблеми зі звуком та освітленням.
Довгі роки акторська трупа театру була розділена на 3 групи — по суті це були 3 театри, які готували і показували спектаклі самостійно, окремо один від одного. Лише 1995 року нарешті було відновлено єдину трупу, що розширювало вибір виконавців при розподілі ролей і призначенні дублерів, давало можливість готувати паралельні спектаклі без художніх компромісов і створювати масштабні постановки, в яких могла бути зайнята вся трупа.
Нині, уже тривалий час театр очолюють: директор-художній керівник театру, заслужений працівник культури України Віктор Михайлович Стариков, головний художник театру Анатолій Іванович Павлик, помічник директора з творчих питань, заслужений працівник культури Світлана Степанівна Куралех, режисер-постановник Євген Іванович Чистоклєтов.
В акторському складі театру такі майстри сцени як М. Загній, Б. Шайдер, Л. Шайдер, В. Греков, Л. Смирнова, заслужений артист України В. Ткаченко та інші, а також молоді актори.
За рік до 75-ліття творчого колективу 2007 року в історії Донецького театру ляльок і культурному житті Донецька і Донбасу сталась знаменна подія — згідно з Наказом Міністерства культури і туризму України від 17 жовтня 2007 року № 1287/0/16-07 театрові надано статусу академічного, відтак сучасна повна назва закладу — Донецький академічний обласний театр ляльок.

## Репертуар і діяльність

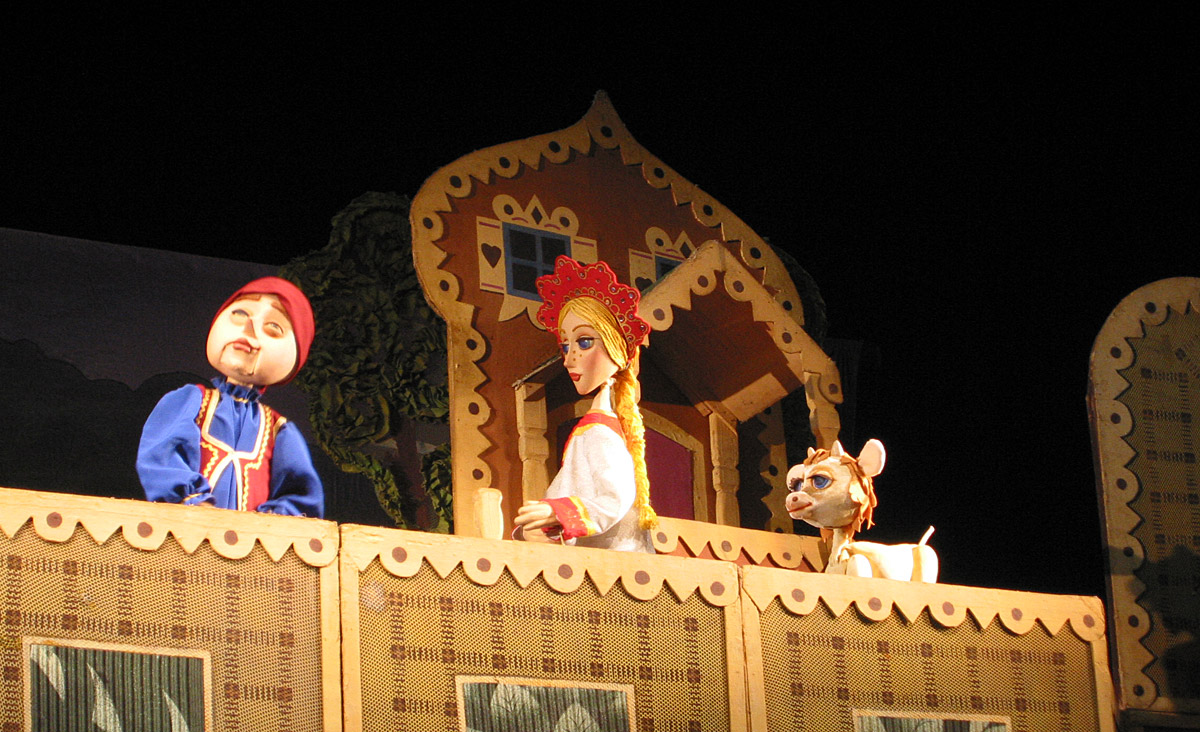
Фрагмент вистави театру «Сестриця Оленка і брат Іванко»

За роки своєї діяльності Донецький обласний театр ляльок здійснив понад 200 нових постановок, понад 10 із яких було нагороджено дипломами престижних фестивалів (дані на початок 2008 року). На виставах донецьких лялькарів, яких було показано понад 60 тисяч, побувало понад 15 млн глядачів.
Серед найкращих постановок Донецького лялькового театру: «Казка про жадібного Сергійка», «Друзі маленької Кіті», «Земля дана тобі навіки», «Про добро і зло, і про довгий язик», «Казка про рибалку та рибку», «Сембо» та багато інших.
Впевнене місце в репертуарі театру посіли вистави українською мовою. Так, до закриття 61 театрального сезону було поставлено виставу «Івасик-Телесик» за мотивами української народної казки — його прем'єра пройшла з великим успіхом.
Вистави донецьких лялькарів добре знають і люблять не тільки на Донбасі, а й у багатьох містах України; колектив гастролював і за кордоном — у Росії, Білорусі, Молдові, Бельгії.
Дипломантами багатьох фестивалів та оглядів неодноразово ставали режисери театру Б. Смирнов, Є. Чистоклєтов, Ю. Тесля, артисти Л. Рядова, Ф. Тарадай, М. Загній, Б. Снайдер, В. Ткаченко, Л. Смирнова, Л. Капшукова, В. Шайда, композитор А. Шух, художник А. Павлик.

## Діяльність в умовах окупації ДНР
Із захопленням Донецька бойовиками «Донецької народної республіки» театр перейшов під опіку новоутвореного «міністерства культури ДНР» і у своїй назві отримав епітет «республіканський». 2015 року театр брав участь у фестивалі «Рыжее настроение» в Москві, де дістав нагороду «За мужество и верность профессии»

## Виноски
1. ↑  Донецький обласний театр ляльок [Архівовано 10 травня 2013 у Wayback Machine.] на www.latest.com.ua — вебсайт про театри Донецька [Архівовано 18 листопада 2008 у Wayback Machine.] (рос.)
2. ↑  Донецький обласний театр ляльок [Архівовано 8 серпня 2007 у Wayback Machine.] на www.info.dn.ua (Інформаційний портал Донеччини) [Архівовано 28 вересня 2018 у Wayback Machine.]
3. ↑  Хрипункова Ганна Донецький театр ляльок став Академічним. Ще б звук і світло підправити // газ. «День» за 17 січня 2008 року
4. ↑  Історія Донецького лялькового театру на www.center.donetsk.ua. Архів оригіналу за 9 серпня 2013. Процитовано 3 січня 2010.
5. ↑  див. згадку про правовий документ тут [Архівовано 4 березня 2016 у Wayback Machine.]
6. ↑  Донецький лялькоий театр на сайті «Міністерства культури ДНР». Архів оригіналу за 22 грудня 2015. Процитовано 15 грудня 2015.
7. ↑  Новости — Донецкий академический областной театр кукол. Архів оригіналу за 22 грудня 2015. Процитовано 15 грудня 2015.